# Ashland (Kentucky)
Ashland és una població dels Estats Units a l'estat de Kentucky. Segons el cens del 2000 tenia 21.981 habitants.

## Demografia
Segons el cens del 2000, Ashland tenia 21.981 habitants, 9.675 habitatges, i 6.192 famílies. La densitat de població era de 766 habitants/km².
Dels 9.675 habitatges en un 26,8% hi vivien nens de menys de 18 anys, en un 47,4% hi vivien parelles casades, en un 13,5% dones solteres, i en un 36% no eren unitats familiars. En el 33,1% dels habitatges hi vivien persones soles el 16% de les quals corresponia a persones de 65 anys o més que vivien soles. El nombre mitjà de persones vivint en cada habitatge era de 2,23 i el nombre mitjà de persones que vivien en cada família era de 2,82.
Per edats la població es repartia de la següent manera: un 21,9% tenia menys de 18 anys, un 8% entre 18 i 24, un 26,5% entre 25 i 44, un 23,7% de 45 a 60 i un 19,9% 65 anys o més.
L'edat mediana era de 41 anys. Per cada 100 dones de 18 o més anys hi havia 79,3 homes.
La renda mediana per habitatge era de 30.309$ i la renda mediana per família de 40.131 $. Els homes tenien una renda mediana de 35.362$ mentre que les dones 23.994$. La renda per capita de la població era de 19.218$. Entorn del 14% de les famílies i el 18,4% de la població estaven per davall del llindar de pobresa.

## Poblacions més properes
El següent diagrama mostra les poblacions més properes.